# San Cayetano (Cundinamarca)
San Cayetano è un comune della Colombia facente parte del dipartimento di Cundinamarca.
Il centro abitato venne fondato da Lucrecio Salcedo nel 1883.